# Natalino Pescarolo
Natalino Pescarolo (ur. 26 marca 1929 w Palestro, zm. 4 stycznia 2015 w Cuneo) – włoski duchowny katolicki, biskup Fossano 1992-2005 i Cuneo 1995-2005.

## Życiorys
Święcenia kapłańskie otrzymał 29 czerwca 1952.
7 kwietnia 1990 papież Jan Paweł II mianował go biskupem pomocniczym Cuneo. 5 maja 1990 z rąk biskupa Albina Mensy przyjął sakrę biskupią. 
4 maja 1992 papież Jan Paweł II mianował go biskupem diecezjalnym Fossano, a 1 lutego 1999 także biskupem diecezjalnym Cuneo. 24 maja 2005 na ręce papieża Benedykta XVI ze względu na wiek złożył rezygnację z zajmowanych funkcji.